# Reptile Ridge
Reptile Ridge är en bergstopp i Antarktis. Den ligger i Västantarktis. Argentina, Chile och Storbritannien gör anspråk på området. Toppen på Reptile Ridge är 250 meter över havet. Reptile Ridge ingår i Princess Royal Range.
Terrängen runt Reptile Ridge är platt åt sydost, men åt nordväst är den kuperad. Havet är nära Reptile Ridge söderut. Trakten är glest befolkad. Närmaste befolkade plats är Rothera Research Station, 2,9 kilometer sydost om Reptile Ridge.